# Jean Boin
Pour les articles homonymes, voir Boin.
Ne doit pas être confondu avec Jean Bouin.
Jean Boin est un footballeur français né le 15 mai 1949 à Barlin et mort le 25 juillet 2020 à Bruay-la-Buissière.
Cet arrière international junior en 1967 a joué au Racing Club de Lens, au Stade de Reims , au SC Hazebrouck et Union sportive de Saint-Omer.

## Carrière
- 1966-1969 : RC Lens
- 1969-1972 : Stade de Reims
- 1972-1977: SC Hazebrouck
- 1977-1982 : US Saint-Omer

## Entraîneur
- 1982-1985 : USO Bruay La Buissière